# Moszna (Opole)
Pour les articles homonymes, voir Moszna.
Moszna est une localité polonaise de la gmina de Strzeleczki, située dans le powiat de Krapkowice en voïvodie d'Opole.

## Histoire
De 1743 à 1945, Moschen fait partie de l'arrondissement de Neustadt-en-Haute-Silésie dans la district d'Oppeln au sein de la province de Silésie.